# Nuoto ai XVI Giochi dei piccoli stati d'Europa
Le gare di nuoto ai XV Giochi dei piccoli stati d'Europa si sono svolte dal 2 al 5 giugno 2015.

## Podi

### Uomini
| Evento                         | Oro                                                                                 | Tempo    | Argento                                                                                    | Tempo    | Bronzo                                                                   | Tempo    |
| 50 m stile libero              | Julien Henx                                                                         | 23.17    | Andrew Chetcuti                                                                            | 23.28    | Alexander Jóhannesson                                                    | 23.70    |
| 100 m stile libero             | Julien Henx                                                                         | 50.39    | Andrew Chetcuti                                                                            | 51.69    | Jean-François Schneiders                                                 | 51.71    |
| 200 m stile libero             | Raphaël Stacchiotti                                                                 | 1:51.34  | Jean-François Schneiders                                                                   | 1:52.77  | Sebastian Konnaris                                                       | 1:53.42  |
| 400 m stile libero             | Raphaël Stacchiotti                                                                 | 3:57.43  | Christoph Meier                                                                            | 4:02.05  | Antoine Biver                                                            | 4:04.21  |
| 1500 m stile libero            | Christoph Meier                                                                     | 15:55.71 | Iacovos Hadjiconstantinou                                                                  | 16:14.05 | Pol Arias Dourdet                                                        | 16:18.50 |
| 100 m dorso                    | Kolbeinn Hrafnkelsson                                                               | 57.66    | Jean-François Schneiders                                                                   | 57.67    | Kristinn Þórarinsson                                                     | 58.21    |
| 200 m dorso                    | Jean-François Schneiders                                                            | 2:05.41  | Sebastian Konnaris                                                                         | 2:05.88  | Kristinn Þórarinsson                                                     | 2:08.92  |
| 100 m rana                     | Laurent Carnol                                                                      | 1:01.24  | Anton Sveinn McKee                                                                         | 1:02.81  | Andrea Bolognesi                                                         | 1:03.53  |
| 200 m rana                     | Laurent Carnol                                                                      | 2:11.99  | Anton Sveinn McKee                                                                         | 2:12.66  | Christoph Meier                                                          | 2:17.30  |
| 100 m farfalla                 | Raphaël Stacchiotti                                                                 | 54.30    | Julien Henx                                                                                | 55.12    | Andrew Chetcuti                                                          | 55.31    |
| 200 m farfalla                 | Laurent Carnol                                                                      | 2:02.93  | Christoph Meier                                                                            | 2:03.15  | Michael Umnov                                                            | 2:05.77  |
| 200 m misti                    | Raphaël Stacchiotti                                                                 | 2:00.28  | Anton Sveinn McKee                                                                         | 2:04.53  | Christoph Meier                                                          | 2:05.13  |
| 400 m misti                    | Raphaël Stacchiotti                                                                 | 4:24.02  | Christoph Meier                                                                            | 4:26.58  | Anton Sveinn McKee                                                       | 4:32.99  |
| Staffetta 4x100 m stile libero | Lussemburgo Julien Henx Jean-François Schneiders Laurent Carnol Raphaël Stacchiotti | 3:24.18  | Monaco Scott Bole François Xavier Paquot Andrea Bolognesi Antonio Sica                     | 3:29.37  | Malta Andrew Chetcuti Matthew Galea Michael Umnov Julian Harding         | 3:30.57  |
| Staffetta 4x200 m stile libero | Lussemburgo Jean-François Schneiders Julien Henx Laurent Carnol Raphaël Stacchiotti | 7:35.41  | Islanda Kristofer Sigurdsson Daniel Hannes Paulson Kristinn Þórarinsson Anton Sveinn McKee | 7:41.54  | Monaco Filippo Novara François Xavier Paquot Scott Bole Andrea Bolognesi | 7:51.22  |
| Staffetta 4x100 m misti        | Lussemburgo Jean-François Schneiders Laurent Carnol Raphaël Stacchiotti Julien Henx | 3:43.75  | Islanda Kolbeinn Hrafnkelsson Anton Sveinn McKee Ágúst Júlíusson Alexander Jóhannesson     | 3:49.01  | Monaco Andrea Bolognesi François Xavier Paquot Filippo Novara Scott Bole | 3:54.00  |

### Donne
| Evento                         | Oro | Tempo   | Argento                                                                                | Tempo   | Bronzo                                                                   | Tempo   |
| 50 m stile libero              | Julie Meynen                                                                                                | 25.72   | Bryndís Rún Hansen                                                                     | 25.95   | Ingibjörg Kristín Jónsdóttir                                             | 26.39   |
| 100 m stile libero             | Julie Meynen                                                                                                | 55.66   | Bryndís Rún Hansen                                                                     | 56.12   | Ingibjörg Kristín Jónsdóttir                                             | 58.13   |
| 200 m stile libero             | Julia Hassler                                                                                               | 2:02.61 | Monique Olivier                                                                        | 2:02.75 | Inga Elin Cryer                                                          | 2:05.40 |
| 400 m stile libero             | Julia Hassler                                                                                               | 4:14.32 | Monique Olivier                                                                        | 4:16.74 | Inga Elin Cryer                                                          | 4:24.07 |
| 800 m stile libero             | Julia Hassler                                                                                               | 8:42.06 | Monique Olivier                                                                        | 8:49.57 | Inga Elin Cryer                                                          | 9:03.66 |
| 100 m dorso                    | Eygló Ósk Gústafsdóttir                                                                                     | 1:01.20 | Ingibjörg Kristín Jónsdóttir                                                           | 1:03.84 | Julie Meynen                                                             | 1:05.42 |
| 200 m dorso                    | Eygló Ósk Gústafsdóttir                                                                                     | 2:12.52 | Jóhanna Gústafsdóttir                                                                  | 2:19.11 | Eline Van Den Bossche                                                    | 2:23.63 |
| 100 m rana                     | Hrafnhildur Lúthersdóttir                                                                                   | 1:08.07 | Johanna Gerda Gústafsdóttir                                                            | 1:13.19 | Theresa Banzer                                                           | 1:13.52 |
| 200 m rana                     | Hrafnhildur Lúthersdóttir                                                                                   | 2:25.39 | Theresa Banzer                                                                         | 2:37.87 | Karin Arngeirsdóttir                                                     | 2:41.91 |
| 100 m farfalla                 | Johanna Gerda Gústafsdóttir                                                                                 | 1:00.91 | Bryndís Rún Hansen                                                                     | 1:01.10 | Julia Hassler                                                            | 1:02.93 |
| 200 m farfalla                 | Julia Hassler                                                                                               | 2:16.38 | Monique Olivier                                                                        | 2:18.18 | Inga Elin Cryer                                                          | 2:19.39 |
| 200 m misti                    | Hrafnhildur Lúthersdóttir                                                                                   | 2:13.83 | Johanna Gerda Gústafsdóttir                                                            | 2:18.14 | Monique Olivier                                                          | 2:21.70 |
| 400 m misti                    | Hrafnhildur Lúthersdóttir                                                                                   | 4:46.70 | Johanna Gerda Gústafsdóttir                                                            | 4:53.55 | Julia Hassler                                                            | 5:02.37 |
| Staffetta 4x200 m stile libero | Islanda Bryndís Rún Hansen Eygló Ósk Gústafsdóttir Ingibjörg Kristín Jónsdóttir Johanna Gerda Gústafsdóttir | 3:47.27 | San Marino Sara Lettoli Martina Ceccaroni Elena Giovannini Beatrice Felici             | 3:57.38 | Monaco Tiffany Pou Marion Natalicchi Pauline Viste Runa Shimizu          | 4:01.95 |
| Staffetta 4x100 m misti        | Lussemburgo Jean-François Schneiders Laurent Carnol Raphaël Stacchiotti Julien Henx                         | 3:43.75 | Islanda Kolbeinn Hrafnkelsson Anton Sveinn McKee Ágúst Júlíusson Alexander Jóhannesson | 3:49.01 | Monaco Andrea Bolognesi François Xavier Paquot Filippo Novara Scott Bole | 3:54.00 |